# Capurodendron gracilifolium
Capurodendron gracilifolium är en tvåhjärtbladig växtart som beskrevs av Aubrev. Capurodendron gracilifolium ingår i släktet Capurodendron och familjen Sapotaceae. Inga underarter finns listade i Catalogue of Life.